# 持田駅

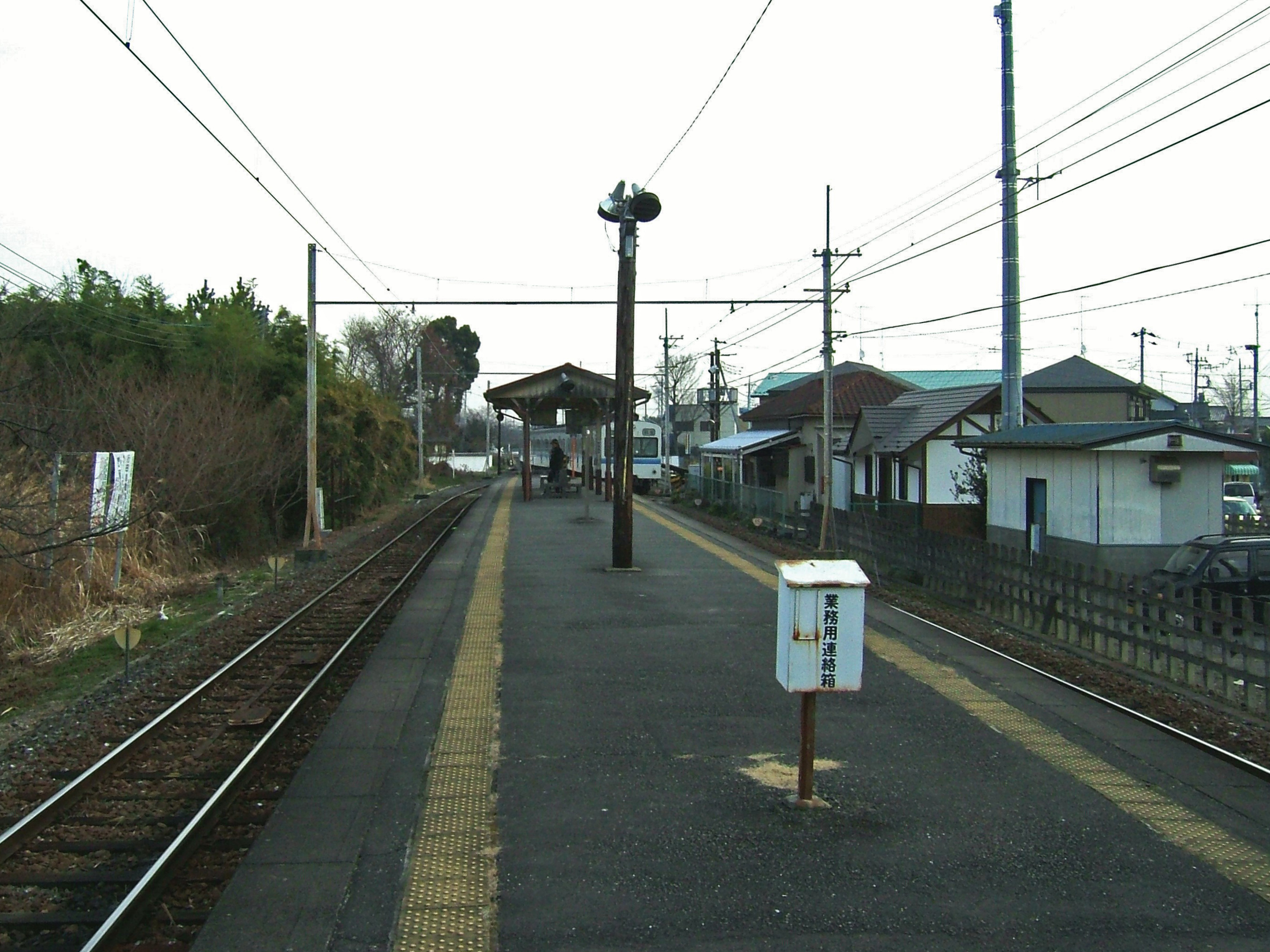
ホーム（2008年1月）

持田駅（もちだえき）は、埼玉県行田市城西四丁目にある、秩父鉄道秩父本線の駅である。駅番号はCR07。

## 歴史
- 1925年（大正14年）11月15日：開業[1][2]。
- 1993年（平成5年）：駅舎改装[2]
- 2022年（令和4年）3月12日：ICカード「PASMO」の利用が可能となる[3]。同時に無人化[3]。

## 駅構造
- 島式ホーム1面2線を持つ地上駅。木造駅舎を有する。簡易PASMO改札機・PASMOチャージ機[4]設置駅。
- 無人駅である。無人化までは業務委託駅（管理駅:熊谷駅）であり、駅係員勤務時間は平日・土休日ともに7:00 - 20:00となっていた。
- 出入口は南口のみ1か所で、駅舎とプラットホームは構内用の踏切を渡って往き来する。そのため熊谷方面から乗車した場合、または羽生方面から乗車した場合でも当駅で列車交換をする場合は、熊谷方面からの列車が発車するまで、踏切の遮断機が上がらず、降車客はホーム上で待機することとなる。
- 鉄道は左側通行が原則となっている（過去に右側通行の路線であっても左側通行に改められている）が、当駅を含め、新郷駅、武州荒木駅、秩父駅は右側を通行する。これは当駅がタブレット授受をしていた頃の名残で、運転台側がホームに面しているとタブレットの交換がしやすかったことに由来する。
- 日本の学園ドラマ『スケバン刑事III 少女忍法帖伝奇』（1986年 - 1987年）のロケでは、主人公の故郷「大日村駅」として使われた。

### のりば
| 番線 | 路線    | 方向 | 行先                               |
| ---- | ------- | ---- | ---------------------------------- |
| 1    | ■秩父線 | 下り | 熊谷・寄居・長瀞・秩父・三峰口方面 |
| 2    | ■秩父線 | 上り | 行田市・羽生方面                   |

トイレは改札内にあり、オストメイト対応の多機能トイレもある。

## 利用状況
2019年度の利用者数は秩父本線37駅中16位。
年度ごとの1日平均乗車人員は以下の通り。
| 年度               | 乗車人員 （1日平均） |
| ------------------ | -------------------- |
| 1999年（平成11年） | 633                  |
| 2000年（平成12年） | 662                  |
| 2001年（平成13年） | 651                  |
| 2002年（平成14年） | 572                  |
| 2003年（平成15年） | 530                  |
| 2004年（平成16年） | 526                  |
| 2005年（平成17年） | 501                  |
| 2006年（平成18年） | 495                  |
| 2007年（平成19年） | 514                  |
| 2008年（平成20年） | 529                  |
| 2009年（平成21年） | 515                  |
| 2010年（平成22年） | 515                  |
| 2011年（平成23年） | 525                  |
| 2012年（平成24年） | 514                  |
| 2013年（平成25年） | 502                  |
| 2014年（平成26年） | 507                  |
| 2015年（平成27年） | 499                  |
| 2016年（平成28年） | 494                  |
| 2017年（平成29年） | 468                  |
| 2018年（平成30年） | 454                  |
| 2019年（令和元年） | 446                  |
| 2020年（令和2年）  | 334                  |

## 駅周辺
- 埼玉県道128号熊谷羽生線（旧国道125号）
- 国道17号熊谷バイパス
- 持田インターチェンジ

## バス
駅前にバスは乗り入れていない。当駅より徒歩約100メートル弱の県道128号熊谷羽生線上に「持田駅入口」停留所が設けられている。
- 持田駅入口
行田市内循環バス西循環

## 隣の駅
秩父鉄道
■秩父本線
■急行「秩父路」（土休日のみ運転）
通過
□各駅停車
行田市駅 (CR06) - 持田駅 (CR07) - ソシオ流通センター駅 (CR08)